# Библиотека „Вук Караџић” (Звездара)
Библиотека „Вук Караџић”, Звездара је библиотека позајмног типа. Једна је од 13. организационих јединица, односно општинских мрежа Библиотеке града Београда. Мрежу чине Централна библиотека, која се налази у улици Ћирила и Методија 2а на Звездари и 6 огранака. Централну библиотеку чине позајмно одељење, дечје одељење и читаоница. Простори у огранцима су обједињени, али су фондови одвојени, а у сваком огранку се налази и уређен простор за читање. Укупан фонд Општинске библиотеке чини око 90.000 публикација

## Историја
После Другог светског рата на општини Звездара радиле су две општинске библиотеке: „Вук Караџић” и „Радоје Домановић”, које су престале да постоје оснивањем централне библиотеке општине Звездара, 1. септембра 1959. године.
Библиотека „Вук Караџић” је основана 14. августа 1959. године, као централна библиотека општине Звездара под називом: Народна библиотека општине Звездара „Вук Караџић”. Налазила се у улици Булевар револуције бр. 95 (данас Булевар Краља Александра), а почела је са радом 1. септембра исте године. У састав библиотеке ушле су библиотека „Радоје Домановић”, библиотека „Вук Караџић” са огранком—пунктом за издавање књига на Северном булевару и књижницама у Миријеву, Малом Мокром Лугу, Лештану, Калуђерици и Винчи.
После вишегодишњих настојана 9. јануара 1989. године одржан је референдум на коме су се радници готово свих општинских библиотека изјаснили за интеграцију. Тиме је Библиотека „Вук Караџић” постала једна од организационих јединица, односно општинских мрежа Библиотеке града Београда.

## Библиотека данас
Библиотека „Вук Караџић” на Звездари данас је модерна и савремено опремљена библиотека позајмног типа, са издвојеним дечјим одељењем и читаоницом. Општинска мрежа располаже фондом од преко 90.000 публикација. У библиотеци се, као и у огранцима, организују бројни програми намењени публици различитих узраста. Библиотека остварује сарадњу са многим организацијама и институцијама, међу којима су: Градска општина Звездара, Пријатељи деце Звездаре, Књижевни клуб „Мома Димић”, затим све звездарске основне школе и вртићи и многи други.
Централна звездарска библиотека „Вук Караџић” реновирана је 2009. године, када је добила не само нови и савремени простор, већ и нове садржаје.

### Огранци Библиотеке
- Огранак „Бранко Миљковић”, Булевар краља Александра 298
- Огранак „Јефимија”, Устаничка 194
- Огранак „Блажо Шћепановић”, Учитељска 60
- Огранак „Драгиша Витошевић”, Миријевски венац 4
- Огранак „Мома Димић”, Школски трг 2
- Огранак „Станислав Винавер”, Вељка Дугошевића 18—20

Почетком 2011. комплетно је реконструисан и уређен простор огранка „Бранко Миљковић” у Булевару краља Александра. Ова библиотека има и малу галерију у којој се редовно организују изложбе и различити програми за децу и одрасле.
Године 2012. у потпуности је реновиран и огранак „Јефимија” на Коњарнику, и отворен нови огранак „Мома Димић” у Миријеву. У овом модерном и пријатном простору редовно се одржавају књижевне вечери.

### Галерија
- Посета предшколаца Библиотеци "Вук Караџић"
- Фонд библиотеке "Бранко Миљковић"
- Поглед кроз излог библиотеке "Бранко Миљковић"
- Кутак за уживање у библиотеци "Бранко Миљковић"
- Игор Коларов и Бранко Стевановић са групом основаца у библиотеци "Бранко Миљковић"
- Улаз у библиотеку "Јефимија"
- Дечји кутак у библиотеци "Блажо Шћепановић"
- Читаонички простор у библиотеци "Блажо Шћепановић"
- Фонд библиотеке "Блажо Шћепановић"
- Библиотека "Драгиша Витошевић" налази се у мирном стамбеном блоку
- Дечји фонд библиотеке "Драгиша Витошевић"
- Библиотека "Мома Димић" је најмлађа звездарска библиотека
- Читаонички простор и пријемни пулт у библиотеци "Мома Димић"
- Књижни фонд библиотеке "Станислав Винавер"
- Пријемни пулт и простор за тренутак одмора у библиотеци "Станислав Винавер"

У оквиру огранка „Бранко Миљковић” налази се и истоимена галерија у којој се, поред различитих ликовних изложби, организују и разноврсни културно-уметнички програми. У галерији су до сада излагали многи домаћи уметници, а неколико пута своје радове је представио и руски сликар Сергеј Алдушкин.
- Фонд и читаоница у библиотеци "Бранко Миљковић"
- Фонд библиотеке
- Простор библиотеке за уживање у доброј књизи
- Поглед кроз излог на галерију